# Amai Anata no Aji
Singles de Melon Kinenbi
Kokuhaku Kinenbi
(2000)
 Amai Anata no Aji  (甘いあなたの味) est le premier single du groupe de J-pop Melon Kinenbi, sorti le 19 février 2000 au Japon sur le label zetima, écrit et produit par Tsunku. Il atteint la 60e place du classement de l'Oricon, et reste classé pendant deux semaines.
La chanson-titre a été utilisée comme générique de fin de la série anime Majutsushi Orphen Revenge. Elle figurera sur le premier album du groupe, 1st Anniversary de 2003, puis sur sa compilation Mega Melon de 2008. La chanson en "face B", Skip!, figurera sur ses compilations Fruity Killer Tune de 2006 et Ura Melon de 2010.

## Liste des titres
1. Amai Anata no Aji  (甘いあなたの味?)
2. Skip!  (スキップ!?)
3. Amai Anata no Aji (instrumental) (甘いあなたの味...?)